# Драгомірешть (Васлуй)
Драгомірешть, Драгомірешті (рум. Dragomirești) — село у повіті Васлуй в Румунії. Адміністративний центр комуни Драгомірешть.
Село розташоване на відстані 263 км на північ від Бухареста, 28 км на захід від Васлуя, 60 км на південь від Ясс, 143 км на північ від Галаца.

## Населення
За даними перепису населення 2002 року у селі проживали 624 особи, з них 622 особи (99,7%) румунів. Рідною мовою 623 особи (99,8%) назвали румунську.